# 李玄植
李玄植（?—?），唐朝赵州（今河北省赵县）人。
李玄植跟随张士衡、贾公彦学习《三礼》，撰写《三礼音义》行于当世。李玄植又跟随王德韶学习《春秋左氏传》，跟随齐威学习《毛诗》，博涉汉史及老、庄诸子之说。贞观年间，作为四门助教，参与刊定《尚书正义》。官至太子文学、弘文馆直学士。唐高宗时，多次被召见。与道士、沙门在御前讲说经义，李玄植辨论非常得体，李玄植以高宗暗弱，规劝讽谏其短，高宗礼待他，但不改作为。后因事贬为汜水县县令、巴县县令，在官任上去世。